# Воскресенское (Антроповский район)
Воскресенское — деревня в Антроповском муниципальном районе Костромской области. Входит в состав Котельниковского сельского поселения

## География
Находится в центральной части Костромской области на расстоянии приблизительно 44 км на юг-юго-запад по прямой от поселка Антропово, административного центра района на правом берегу реки Кусь.

## История
В XIX — начале XX века деревня относилась к Галичскому уезду Костромской губернии. В 1872 году здесь было учтено 4 двора, в 1907 году —1.

## Население
Постоянное население составляло 25 человек (1872 год), 6 (1897), 6 (1907), 3 в 2002 году (русские 100 %), 1 в 2022.